# 9545 Петровєдомості
9545 Петровєдомості (9545 Petrovedomosti) — астероїд головного поясу, відкритий 25 червня 1984 року.
Тіссеранів параметр щодо Юпітера — 3,285.